# Listă de scriitori galezi
Aceasta este o listă de scriitori galezi.

## A
- Dannie Abse (* 1923)

## B
- Mary Balogh, (* 1944)
- Leslie Bonnet (1902–1985)
- Rhoda Broughton (1840–1920)

## C
- Gillian Clarke (* 1915)

## D
- Joe Dunthorne (* 1982)

## E
- Islwyn Ffowc Elis (1924–2004)

## F
- Ken Follett (* 1949)
- Dick Francis (1920−2010)

## H
- George Herbert (1593–1633)
- Isaac Daniel Hooson (1880–1948)
- Rhys Hughes (* 1966)

## J
- Evan James (1809–1878)
- David Jones (1895–1974)
- Dic Jones (1934–2009)
- Glyn Jones (1905–1995)
- Gwyn Jones (1907–1999)
- Jack Jones (1884–1970)
- Jonah Jones (1919–2004)
- Lewis Jones (1897–1939)
- William Jones (1746–1794)

## L
- Saunders Lewis (1893−1985)

## M
- Arthur Machen (1863−1947)
- Ruth Manning-Sanders (1895–1988)
- Huw Menai, (1886-1961)
- Jan Morris (* 1926)
- Lewis Morris (1701–1765)
- Huw Morus (1622–1709)
- Twm Morys (* 1961)

## O
- Robin Llwyd ab Owain (* 1958)

## R
- Alastair Reynolds (* 1966)
- Bernice Rubens (1928–2004)
- Bertrand Russell (1872–1970)

## S
- Fred Secombe (* 1918)
- Owen Sheers (* 1974)
- Howard Spring (1889–1965)
- Jennifer Sullivan (* 1945)

## T
- Taliesin (534−599)
- Dylan Thomas (1914−1953)

## W
- Harri Webb (1920–1994)
- Glanmor Williams (1920–2005)
- Gwyn A. Williams (1925–1995)
- Waldo Williams (1904–1971)